# Menino, Quem Foi Teu Mestre?
Menino, Quem Foi Teu Mestre? foi uma série de televisão criada pela Fundação Roberto Marinho em parceria com a Secretaria Nacional de Educação Básica (SENEB) do MEC em 1990. Tinha como objetivo mostrar assuntos relacionados à educação de crianças em idade pré-escolar e colaborar com a formação dos professores do ramo.
A série era composta de 20 episódios, e mostrava depoimentos de pais, professores e até de crianças de diversas regiões brasileiras, sob a apresentação do ator Marcelo Picchi e foi veiculada na Rede Globo e na TV Escola. Também era acompanhada pelo livro Professor da Pré-Escola (dividido em dois volumes).

## Lista de Episódios[3]
1. Infância
2. A situação da pré-escola
3. A criança de 3 a 7 anos
4. A socialização da criança
5. Brincar
6. Jogos e brincadeiras na pré-escola
7. Artes
8. A expressão artística na pré-escola
9. Ciências
10. Ciências na pré-escola
11. Música e dança
12. A escola, as crianças e as histórias
13. Números e algarismos
14. Aritmética na pré-escola
15. Língua Portuguesa
16. Língua Portuguesa na pré-escola
17. A avó, o dinossauro e Deus
18. Atuação do professor
19. Crianças e professores
20. A formação das crianças e dos professores